# 佩斯科桑索内斯科
佩斯科桑索内斯科（義大利語：Pescosansonesco），是意大利佩斯卡拉省的一个市镇。总面积18.46平方公里，人口533人，人口密度28.9人/平方公里（2009年）。ISTAT代码为068029。